# Agaonidae
Famille
Les agaonidés (famille Agaonidae), également appelées guêpes du figuier, sont de petits hyménoptères de la super-famille des Chalcidoidea. Contrairement aux autres familles de ce groupe, dont la plupart sont des parasitoïdes d'insectes, la majorité des agaonidés sont des phytophages pollinisateurs.

## Morphologie
- Aile antérieure avec nervure marginale à angle droit avec la nervure principale
- Patte moyenne avec le fémur et le tibia nettement plus mince que ceux des autres pattes
- Femelle avec un ovipositeur clairement visible, parfois extrêmement long,
- Mâle avec ailes réduites ou absentes

## Biologie
Toutes les espèces de la sous-famille des guêpes de figuier Agaoninae sont associées aux figuiers (Ficus) étant pour bon nombre d’entre eux leurs pollinisateurs exclusifs. La plante et l’insecte sont totalement dépendants l’un de l’autre, une seule espèce d'Agaonidae ne pouvant polliniser qu’une seule espèce de Ficus (et d'autres insectes peuvent aussi interagir[pas clair]  comme la fourmi Oecophylla smaragdina et la punaise suceuse de sève Membracidae Tricentrus sp. etc).

## Taxonomie
Cette famille comporte 757 espèces réparties en 76 genres et 6 sous-familles.
Agaoninae (357 espèces décrites), Epichrysomallinae (40 espèces), Otitesellinae (79 espèces), Sycoecinae (67 espèces), Sycophaginae (59 espèces), Sycoryctinae (151 espèces), non spécifié (3 espèces).
Cette famille est sans doute polyphylétique (Rasplus et al 1998), impliquant sans doute que seule la sous-famille des Agaoninae relève de cette famille. Les autres sous-familles (Sycoecninae, Otitesellinae, Sycoryctinae) devraient être incluses dans la famille des Pteromalidae.

### Liste des genres
Cette liste est établie d'après les données de Noyes (2001).
| - Sous-famille Agaoninae Walker 1846 (23 genres, 357 espèces) - Agaon Dalman 1818 (11 espèces) - Alfonsiella Waterston 1920 (7 espèces) - Allotriozoon Grandi 1916 (3 espèces) - Blastophaga Gravenhorst 1829 (27 espèces) - Ceratosolen Mayr 1885 (68 espèces) - Courtella Kieffer 1912 (13 espèces) - Deilagaon Wiebes 1977 (4 espèces) - Dolichoris Hill 1967 (10 espèces) - Elisabethiella Grandi 1928 (14 espèces) - Eupristina Saunders 1882 (18 espèces) - Kradibia Saunders 1883 (25 espèces) - Liporrhopalum Waterston 1920 (18 espèces) - Nigeriella Wiebes 1974 (4 espèces) - Paragaon Joseph 1959 (2 espèces) - Pegoscapus Cameron 1906 (46 espèces) - Platyscapa Motschulsky 1863 (19 espèces) - Pleistodontes Saunders 1882 (22 espèces) - Sycobiomorphella Abdurahiman & Joseph 1967 (1 espèce) - Sycophilodes Joseph 1961 (1 espèce) - Sycophilomorpha Joseph & Abdurahiman 1969 (1 espèce) - Tetrapus Mayr 1885 (5 espèces) - Waterstoniella Grandi 1921 (20 espèces) - Wiebesia Boucek 1988 (18 espèces) - Sous-famille Epichrysomallinae Hill & Riek 1967 (13 genres, 38 espèces) - Acophila Ishii 1934 (2 espèces) - Asycobia Boucek 1988 (1 espèce) - Camarothorax Mayr 1906 (10 espèces) - Epichrysomalla Girault 1915 (2 espèces) - Eufroggattisca Ghesquière 1946 (2 espèces) - Herodotia Girault 1931 (2 espèces) - Josephiella Narendran 1994 (1 espèce) - Meselatus Girault 1922 (4 espèces) - Neosycophila Grandi 1923 (5 espèces) - Odontofroggatia Ishii 1934 (4 espèces) - Parapilkhanivora Farooqi & Menon 1973 (2 espèces) - Sycobia Walker 1871 (2 espèces) - Sycotetra Boucek 1981 (1 espèce) - Sous-famille Sycophaginae Walker 1875 (6 genres, 58 espèces) - Anidarnes Boucek 1993 (3 espèces) - Apocryptophagus Ashmead 1904 (11 espèces) - Eukoebelea Ashmead 1904 (7 espèces) - Idarnes Walker 1843 (23 espèces) - Pseudidarnes Girault 1927 (2 espèces) - Sycophaga Westwood 1840 (12 espèces) | - Sous-famille Otitesellinae Joseph 1964 (15 genres, 79 espèces) - Aepocerus Mayr 1885 (13 espèces) - Comptoniella Wiebes 1992 (1 espèce) - Eujacobsonia Grandi 1923 (2 espèces) - Grandiana Wiebes 1961 (3 espèces) - Grasseiana Abdurahiman & Joseph 1968 (3 espèces) - Guadalia Wiebes 1967 (1 espèce) - Heterandrium Mayr 1885 (10 espèces) - Lipothymus Grandi 1921 (4 espèces) - Marginalia Priyadarsanan 2000 (1 espèce) - Micranisa Walker 1875 (10 espèces) - Micrognathophora Grandi 1921 (1 espèce) - Otitesella Westwood 1883 (20 espèces) - Philosycella Abdurahiman & Joseph 1976 (1 espèce) - Philosycus Wiebes 1969 (3 espèces) - Walkerella Westwood 1883 (6 espèces) - Sous-famille Sycoecinae Hill 1967 (6 genres, 67 espèces) - Crossogaster Mayr 1885 (16 espèces) - Diaziella Grandi 1928 (12 espèces) - Philocaenus Grandi 1952 (23 espèces) - Robertsia Boucek 1988 (2 espèces) - Seres Waterston 1919 (4 espèces) - Sycoecus Waterston 1914 (10 espèces) - Sous-famille Sycoryctinae Wiebes 1966 (11 genres, 151 espèces) - Adiyodiella Priyadarsanan 2000 (1 espèce) - Apocrypta Coquerel 1855 (27 espèces) - Arachonia Joseph 1957 (2 espèces) - Critogaster Mayr 1885 (6 espèces) - Dobunabaa Boucek 1988 (1 espèce) - Parasycobia Abdurahiman & Joseph 1967 (1 espèce) - Philotrypesis Förster 1878 (44 espèces) - Philoverdance Priyadarsanan 2000 (1 espèce) - Sycoscapter Saunders 1883 (61 espèces) - Tenka Boucek 1988 (1 espèce) - Watshamiella Wiebes 1981 (6 espèces) |